# Telitoxicum
Telitoxicum Moldenke – rodzaj roślin z rodziny miesięcznikowatych (Menispermaceae). Obejmuje 8 gatunków występujących naturalnie w Ameryce Południowej – w Kolumbii, Peru, Gujanie oraz Brazylii.

## Systematyka
Pozycja systematyczna według APweb (aktualizowany system APG III z 2009)
Rodzaj z rodziny miesięcznikowatych (Menispermaceae).
Wykaz gatunków
- Telitoxicum duckei Moldenke
- Telitoxicum glaziovii Moldenke
- Telitoxicum inopinatum Moldenke
- Telitoxicum krukovii Moldenke
- Telitoxicum minutiflorum (Diels) Moldenke
- Telitoxicum negroense Krukoff
- Telitoxicum peruvianum Moldenke
- Telitoxicum rodriguesii Krukoff